# デイヴィッド・メイラー
デイヴィッド・ジョン・メイラー（David John Meyler、1989年5月29日  - ）は、アイルランド共和国コーク県コーク出身のプロサッカー選手。アイルランド代表。ポジションは、ミッドフィールダー。

## 経歴

### クラブ
コーク・シティFCのアカデミーで育成され、2008年にプロデビュー。
2008年7月、サンダーランドAFCに移籍。移籍金は推定25万ポンドで、活躍次第で50万ポンドまで上昇する。しかし定位置確保に苦戦し、ベンチを温める日々が続いた。
2012年11月、ハル・シティAFCにレンタル移籍。2013年1月、完全移籍に移行し3年半契約を結んだ。

### 代表
U-19世代からアイルランド代表に選出されている。
2012年9月11日に開催されたオマーン代表との親善試合で初キャップ。